# NYSE Arca
NYSE Arca, tidigare känd som ArcaEx, en förkortning av Archipelago Exchange, är börs där man kan handla med både aktier och optioner. Den ägs av NYSE Euronext. Tidiga rapporter visar att NYSE Arca kan ha spelat en tidig roll i 6 maj 2010 Flash Crash.[källa behövs]